# Снова мы
«Снова мы» (англ. Us Again) —  американский короткометражный 3D-анимационный фильм, созданный Заком Пэрришем и распространяемый Walt Disney Studios Motion Pictures. Транслировался в кинотеатрах перед основным показом мультфильма «Райя и последний дракон», короткометражка была выпущена 5 марта 2021 года.

## Сюжет
Пока жители Нью-Йорка танцуют под музыку, пожилой Арт остаётся в своей квартире и сварливо смотрит телевизор. Входит его жена Дот и пытается заставить его выйти и насладиться днём. Он отказывается, оставляя её в расстроенных чувствах. Вскоре Арт сожалеет об этом решении и смотрит на фотографию себя и Дот, когда они были молоды и полны жизни. Он выходит на пожарную лестницу своего дома, когда внезапно начинается дождь. Дождь делает его бодрее, омолаживает и отправляет  в город искать Дот.
Арт и Дот встречаются у фонтана с водой. Она также стала молодой из-за дождя. Пара энергично танцует по улицам, но  дождевые облака начинают двигаться, сухая погода возвращает их к старости. Арт тащит Дот по городу, пытаясь остаться с ней молодым. Они бегут на Пирс Парадайз, и Дот  отстаёт, а Арт продолжает преследовать последнюю тучу. В конце концов, облака полностью исчезают, и Арт возвращается стариком к Дот.
Арт возвращается и видит Дот, сидящую на скамейке в одиночестве, и присоединяется к ней. Двое смотрят друг другу в глаза и без слов признают свою любовь друг к другу. Арт и Дот продолжают танцевать вместе, хотя и не так ярко, как раньше. Молодая пара восхищённо наблюдает за ними издалека. Лужа под их ногами  отражает  былую молодость.

## Критика
Прамит Чаттерджи, автор  Mashable, дал короткометражке оценку 5 из 5, заявив, что это «прекрасно сделанный  короткометражный фильм с  потрясающей анимацией (цветами, водой, кадрами боке, текстурой кожи  и  даже отсылкой к Джину Келли из «Поющих под дождём»), что заставит вас пожалеть, что это не полный метр». Умеш Пунвани из Koimoi дал короткометражному фильму 4 звезды, заявив, что «танец, поставленный Кеоне и Мари Мадридами, так прекрасно воплощён в жизнь в цифровом формате несколькими художниками по раскадровке».   Саманта Лабат из CinemaBlend дала положительный отзыв, говоря: «Анимация настолько прекрасна и реальна, что забываешь, что не смотришь в настоящие человеческие лица».